# Adolphus William Ward
Adolphus William Ward por Emery Walker,
 fotogravura, após 1911
Adolphus William Ward FRHistS FBA (Hampstead, Londres, 2 de dezembro de 1837 – Cambridge, 19 de junho de 1924) foi um historiador e homem de letras inglês.

## Biografia
Ward era o segundo filho do diplomata John Ward (1805–1890), que foi para Leipzig como cônsul em 1841, onde Ward frequentou a escola pela primeira vez. Foi lá que começou seu interesse vitalício pela Alemanha. Aos 16 anos, foi enviado para a Edward VI School em Bury St Edmunds. Estudou no Peterhouse College, na Universidade de Cambridge, a partir de 1855, obtendo as melhores notas nos exames acadêmicos Tripos Classics de 1859, recebendo seu mestrado em 1862 e tornando-se membro do Peterhouse College. Ele também estudou direito no Inner Temple (a partir de 1860) e foi chamado para a Ordem dos Advogados em 1866, mas nunca exerceu a profissão. Foi professor no Peterhouse College e assistente do professor George Gilbert Ramsay (1839–1921) na Universidade de Glasgow antes de se tornar professor de História e Literatura inglesa no Owens College em Manchester em 1866, onde foi diretor de 1889 até sua aposentadoria em 1897. Em seguida, mudou-se para Londres e, em 1898, participou das Palestras Ford na Universidade de Oxford.
Em 1900, sua antiga faculdade em Cambridge (Peterhouse) o nomeou mestre e, em 1901, ele também se tornou vice-chanceler da Universidade de Cambridge.
Participou da fundação da Universidade Victoria em Manchester em 1880 (à qual pertencia o Owens College) e foi seu vice-chanceler de 1886 a 1890 e de 1894 a 1896, e um dos fundadores da Withington Girls' School em 1890. Foi membro da Chetham Society, atuando como membro do conselho desde 1884 e como presidente de 1901 a 1915. Em 1897, tornou-se cidadão honorário de Manchester. Foi examinador múltiplo nos exames Tripos de história (e direito) em Cambridge e de inglês e história na Universidade de Londres.
Ward tinha uma excelente reputação como professor e fundou uma escola de história em Manchester.
Escreveu uma história da literatura inglesa, que foi a principal fonte de sua reputação na época, e também escreveu sobre a sucessão dos Guelfos Hanoverianos ao trono britânico de Jorge I, organizada por sua mãe, Sofia do Palatinado, e uma história da Alemanha. Era um admirador da escola alemã de historiadores, especialmente Leopold von Ranke, e, como eles, concentrou-se na história política dos estados.
Em 1913, recebeu o título de Knight Bachelor. De 1899 a 1901, foi presidente da Royal Historical Society e, de 1911 a 1913, da Academia Britânica. Em 1913, foi presidente do Congresso Internacional de Historiadores em Londres e, em 1909, recebeu um doutorado honorário da Universidade de Leipzig.
De 1901 a 1912, foi editor-chefe da The Cambridge Modern History, em cooperação com George Walter Prothero e Stanley Mordaunt Leathes, após a morte do antigo editor, Barão Acton, em 1902. Escreveu capítulos sobre a Guerra dos Trinta Anos para a Cambridge Modern History. De 1907 a 1916, editou a Cambridge History of English Literature com Alfred Rayney Waller (1867–1922). Desde sua fundação em 1886, ele contribuiu com muitas resenhas de livros para a English Historical Review. Foi também crítico de teatro do Manchester Guardian por muitos anos.
Traduziu a História da Grécia de Ernst Curtius (History of Greece, 5 volumes, Scribner, 1868–1873).
Foi doutor honorário de Glasgow, Manchester, St Andrews e Leipzig. Em 1911, recebeu a Ordem da Coroa.
Em 1879, casou-se com sua prima Adelaide Laura Lancaster, cujo pai era professor em Grittleton. Em 1879, sua filha Adelaide casou-se com E. W. Barnes, mais tarde bispo de Birmingham. Em 1919, ele proferiu a Palestra Shakespeare da Academia Britânica.
Ele jaz no cemitério de Cherry Hinton, em Cambridge. Legou sua extensa biblioteca, especialmente sobre história alemã, ao Peterhouse College. A biblioteca do curso de graduação tem seu nome em sua homenagem.

## Publicações
- The House of Austria in the Thirty Years’ War. Two Lectures, with Notes and Illustrations. Macmillan, Londres 1869; Textarchiv – Internet Archive.
- History of English Dramatic Literature to the Age of Queen Anne. 2 volumes. Macmillan, Londres 1875, Digitalizado Volume 1, Digitalizado Volume 2, (Nova edição revisada. Três volumes. Macmillan, Londres u. a. 1899, Digitalizado Volume 1, Digitalizado Volume 2, Digitalizado Volume 3).
- Geoffrey Chaucer (= English Men of Letters.). Macmillan, Londres 1879; Textarchiv – Internet Archive.
- Charles Dickens (= English Men of Letters.). Macmillan, Londres 1882; Textarchiv – Internet Archive.
- The Counter-Reformation. Longmans, Green and Company 1889; Textarchiv – Internet Archive.
- Sir Henry Wotton. A Biographical Sketch. A. Constable, Westminster 1898; Textarchiv – Internet Archive.
- Great Britain & Hanover. Some Aspects of the Personal Union (= The Ford Lectures delivered in the University of Oxford. 1899, ZDB-ID 420177-2). Clarendon Press, Oxford 1899; Textarchiv – Internet Archive. (em alemão: Gross-Britannien und Hannover. Betrachtungen über die Personalunion. Vorlesungen, gehalten an der Universität zu Oxford. Übersetzt von Kaethe Woltereck. Hahn, Hanôver u. a. 1906).
- The Electress Sophia and the Hanoverian Succession. Goupil, Londres u. a. 1903. 2.ª edição, revisada e ampliada: Longmans, Green, & Co., Londres 1909; Textarchiv – Internet Archive.
- Leibniz as a Politician (= The Adamson Lecture. 1910, ZDB-ID 1114425-7 = Manchester University Lecture. Nr. 12, ZDB-ID 444742-6). Manchester University Press, Manchester 1911; Textarchiv – Internet Archive.
- Germany 1815–1890 (= Cambridge Historical Series. 8). 3 volumes. Cambridge University Press, Cambridge 1916–1918, (o epílogo do terceiro volume vai até 1907);
  - Volume 1: 1815–1852. 1916; archive.org.
  - Volume 2: 1852–1871. 1917; Textarchiv – Internet Archive.
  - Volume 3: 1871–1890. 1918; Textarchiv – Internet Archive.
- Collected Papers. Historical, Literary, Travel and Miscellaneous. 5 volumes. Cambridge University Press, Cambridge 1921.
  - Volume 1; Textarchiv – Internet Archive.
  - Volume 2; Textarchiv – Internet Archive.
  - Volume 3; Textarchiv – Internet Archive.
  - Volume 4; Textarchiv – Internet Archive.
  - Volume 5; Textarchiv – Internet Archive.
- como editor com George Peabody Gooch: The Cambridge History of British Foreign Policy 1783–1919. Cambridge University Press, Cambridge 1922–1923, (com contribuições de Ward sobre a questão de Schleswig-Holstein, em que ele pôde usar as anotações de seu pai, e sobre a luta grega pela independência, para a qual ele já havia entrevistado testemunhas contemporâneas em Atenas);
  - Volume 1: 1783–1815. 1922; Textarchiv – Internet Archive.
  - Volume 2: 1815–1866. 1923; Textarchiv – Internet Archive.
  - Volume 3: 1866–1919. 1923; Textarchiv – Internet Archive.

Em 1905/1906, publicou Poems de George Crabbe e, em 1869, Poetical Works de Alexander Pope. Ele também editou obras de Christopher Marlowe, Robert Greene e Thomas Heywood (m. 1641). Ward escreveu os artigos Drama, Ben Jonson e sobre outros dramaturgos na Encyclopædia Britannica (9ª e 11ª edições) e muitos artigos no Dictionary of National Biography
Traduziu a História da Grécia de Ernst Curtius (5 vols., 1868–1873); com George Walter Prothero e Stanley Mordaunt Leathes editou a Cambridge Modern History entre 1901 e 1912, e com Alfred Rayney Waller editou a Cambridge History of English Literature (1907, etc.). Os artigos coletados de Ward foram publicados em 5 volumes pela Cambridge University Press em 1921.